# Darkness on the Edge of Town
Albums de Bruce Springsteen
Born to Run
(1975) The River
(1980)
Singles
1. Prove It All Night
Sortie : 23 mai 1978
2. Badlands
Sortie : août 1978
3. The Promised Land
Sortie : octobre 1978

Darkness on the Edge of Town est le quatrième album studio de Bruce Springsteen. Il est sorti le 2 juin 1978 sur le label CBS Records (Columbia Records pour l'Amérique du Nord) et fut produit par Jon Landau, Bruce Springsteen et Steven Van Zandt.

## Histoire de l'album
Cet album fut enregistré à Los Angeles dans les studios The Record Plant.
Suite à Born to Run, le Boss dédie cet album à certains de ses proches souffrants. L'ambiance est sombre, le ton est percutant et saisissant dès la pochette, les textes marquants et travaillés, L'album contraste légèrement avec l'air enlevé de Born to Run. Certains disent que c'est l'album dont Springsteen peut être le plus fier même si ce n'est pas le plus connu comparé à Born to Run et à Born in the U.S.A.[réf. nécessaire]. Musicalement, les cuivres sont plus rares, la guitare est plus présente, le son des compositions rend le son plus proche du rock et le tempo plus lent, méditatif et nostalgique, en harmonie avec le thème abordé. C'est à cette période que Steve Van Zandt rejoint définitivement le E Street Band.
Il se classa à la 5e place du Billboard 200 aux États-Unis, où il fut certifié triple disque de platine pour plus de trois millions d'albums vendus. En France, il atteignit la 14e place du classement des meilleures ventes de disques.

## Liste des pistes
Tous les titres sont écrits et composés par Bruce Springsteen.
Face 1
1. Badlands - 4:04
2. Adam Raised a Cain - 4:34
3. Something in the Night – 5:14
4. Candy's Room – 2:48
5. Racing in the Street – 6:54

Face 2
1. The Promised Land – 4:29
2. Factory – 2:19
3. Streets of Fire – 4:03
4. Prove it all night – 4:01
5. Darkness on the Edge of Town – 4:29

## Morceaux inédits
Springsteen a écrit et enregistré plus de 40 chansons durant les sessions de Darkness. "Don't Look Back", "Hearts of Stone", "Iceman" et "Give the Girl a Kiss" ont été éditées dans le coffret The Tracks. 21 autres morceaux sont sortis sur l'album The Promise. D'autres ont été réutilisées pour l'album The River. Enfin, 16 morceaux n'ont jamais été édités mais sont disponibles sur des bootlegs.
- "Preacher's Daughter"
- "I'm Goin' Back"
- "Break Out"
- "Crazy Rocker"
- "Down by the River"
- "Don't Say No"
- "The Fast Song"
- "Castaway"
- "Our Love Will Last Forever"
- "Cheap Thrills"
- "Triangle Song"
- "I Got My Eye on You"
- "After Dinner"
- "King's Big Chance"
- "Blue Moon"
- "(I Love) Everything About You"

## Musiciens
- Bruce Springsteen: chant, guitare solo, harmonica

The E Street Band
- Steven Van Zandt: guitare rythmique, chœurs
- Garry Tallent: basse
- Danny Federici: orgue
- Roy Bittan: piano, chœurs
- Clarence Clemons: saxophone, Percussions, chœurs
- Max Weinberg: batterie

## Charts et certifications

### Album
Charts
| Pays                                 | Durée du classement | Meilleur classement | Date            |
| ------------------------------------ | ------------------- | ------------------- | --------------- |
| Australie (ARIA Charts)              | 8 semaines          | 9e                  | 24 juillet 1978 |
| Belgique (V) (Ultratop)              | 1 semaine           | 155e                | 24 juin 2023    |
| Canada (RPM)                         | 23 semaines         | 7e                  | 19 août 1978    |
| États-Unis (Billboard 200)           | 97 semaines         | 5e                  | 29 juillet 1978 |
| France (SNEP)                        | 12 semaines         | 14e                 | 23 août 1978    |
| Norvège (VG-lista)                   | 3 semaines          | 12e                 | 10 juillet 1978 |
| Nouvelle-Zélande (RMNZ Albums Top40) | 12 semaines         | 11e                 | 30 juillet 1978 |
| Pays-Bas (MegaCharts)                | 9 semaines          | 4e                  | 13 juillet 1985 |
| Suède (Sverigetopplistan)            | 13 semaines         | 9e                  | 14 juillet 1978 |
| Royaume-Uni (UK Albums Chart)        | 41 semaines         | 14e                 | 25 juin 1978    |

Certifications
| Pays        | Certification | Ventes      | Date             |
| ----------- | ------------- | ----------- | ---------------- |
| Australie   | Platine       | 70 000 +    | 25 novembre 2008 |
| Canada      | Platine       | 100 000 +   | 1er août 1978    |
| États-Unis  | 3 × Platine   | 3 000 000 + | 23 juillet 1999  |
| Pays-Bas    | Platine       | 80 000 +    | 1987             |
| Royaume-Uni | Or            | 100 000 +   | 9 juillet 1981   |

### Singles
| Single             | Chart           | Durée du classement | Position | Date              |
| ------------------ | --------------- | ------------------- | -------- | ----------------- |
| Prove It All Night | Hot 100         | 9 semaines          | 33e      | 22 juillet 1978   |
| Prove It All Night | RPM Top Singles | 6 semaines          | 57e      | 5 août 1978       |
| Badlands           | Hot 100         | 8 semaines          | 42e      | 23 septembre 1978 |
| Badlands           | RPM Top Singles | 4 semaines          | 44e      | 23 septembre 1978 |